# Bengt Eriksson
Bondpä Bengt Eriksson (* 22. Januar 1931 in Malung; † 19. November 2014 in Hudiksvall) war ein schwedischer Nordischer Kombinierer und Skispringer.

## Werdegang
Bei den Olympischen Winterspielen 1956 in Cortina d’Ampezzo gewann Eriksson hinter dem Norweger Sverre Stenersen die Silbermedaille im Einzel der Nordischen Kombination. Damit ist Eriksson bis heute der erfolgreichste schwedische Nordische Kombinierer bei Olympischen Spielen. Neben ihm konnte nur noch Sven Israelsson bereits 1948 die Bronzemedaille gewinnen. Bei den Schwedischen Meisterschaften 1958 gewann er die Goldmedaille von der Normalschanze. Im März 1959 gewann Eriksson den Wettbewerb in der Nordischen Kombination beim Czech-Marusarzówna-Memorial in Zakopane. 1960 konnte er erneut Schwedischer Meister werden. Im gleichen Jahr startete Eriksson bei den Olympischen Winterspielen 1960 in Squaw Valley in der Kombination sowie im Skispringen. Im Skispringen von der Normalschanze erreichte Eriksson nach Sprüngen auf 83,5 und 78,0 m den 19. Platz und im Einzel der Nordischen Kombination den 10. Platz. Ab 1961 startete Eriksson bei der Vierschanzentournee. Bis 1963 konnte er dabei jedoch keinerlei große Erfolge erzielen und beendete nach der Vierschanzentournee 1962/63 seine aktive Karriere. 1965 erhielt er für seine Leistungen und Erfolge gemeinsam mit dem Finnen Arto Tiainen und seinem Landsmann Arne Larsen die Holmenkollen-Medaille.